# أندريه (مغني)
أندريه (بالأرمنية: Անդրե)‏ هو مغني أرميني، ولد في 8 يوليو 1979 في خانكندي في جمهورية مرتفعات قرة باغ.

## وصلات خارجية
- الموقع الرسمي